# رونالد جي. شيبارد
رونالد جي. شيبارد (بالإنجليزية: Ronald G. Sheppard)‏ هو سياسي أمريكي، ولد في 17 أغسطس 1939 بويتومكا في الولايات المتحدة. حزبياً، نشط في الحزب الجمهوري. وقد انتخب عضو مجلس نواب أوكلاهوما.